# Ahmad Abdalla
Pour les articles homonymes, voir Abdalla.
Ahmad Abdalla El Sayed Abdelkader (arabe : أحمد عبد الله) né le 19 décembre 1979 au Caire est un réalisateur, monteur et scénariste égyptien.

## Biographie
Ahmad Abdalla commence sa carrière en 1998 en tant que monteur. En 2009, il écrit et réalise son premier film Héliopolis puis tourne Microphone en 2010.

## Filmographie
- 2009 : Héliopolis
- 2010 : Microphone
- 2012 : Always Together (Maa Ba'ad)
- 2013 : Rags & Tatters
- 2014 : Décor